# 25. august
25. august er dag 237 i året i den gregorianske kalender (dag 238 i skudår). Der er 128 dage tilbage af året.
25. august er også kendt som Ludvigs dag. Dagen har fået navn efter den franske konge, Ludvig den Hellige (den 9.), der døde under et korstog i 1270.
Det er nationaldag i Uruguay.

### Begivenheder
Født - Dødsfald
- 1543 - Den portugisiske opdagelsesrejsende António Mota og dennes mandskab går som de første europæere i land i Japan.
- 1768 - James Cook påbegynder sin første store rejse.
- 1786 - Den Store Landbokommission nedsættes for at se på påkrævede landboreformer og, især, fæstebondens retsstilling over for godsejerne.
- 1825 - Uruguay bliver en selvstændig stat og fejrer nationaldag denne dato.
- 1830 - Den belgiske revolution bryder ud efter opførelsen af teaterforestillingen Den Stumme i Portici i Bruxelles. Resultatet af denne revolution bliver Belgiens selvstændighed som nation.
- 1933 - Ha'avara-planen til fremme af jødisk udvandring fra Nazi-Tyskland til Palæstina vedtages.
- 1940 - Under 2. verdenskrig bliver de tre baltiske lande Estland, Letland og Litauen, der er besat af Sovjetunionen, indlemmet i Sovjetunionen.
- 1943 - Under 2. verdenskrig træder Italiens premierminister Benito Mussolini tilbage og bliver arresteret.
- 1944 - Under 2. verdenskrig overgiver de tyske besættelsestropper i Paris sig.
- 1960 - De 17. olympiske sommerlege åbner i Rom med 86 deltagende lande. Danmark har sendt 119 deltagere.
- 1988 - Det berømte forretningskvarter Baixa i Portugals hovedstad Lissabon bryder i brand og mindst én omkommer.
- 1989 - Den amerikanske rumsonde "Voyager 2" får kontakt med planeten Neptun efter at have tilbagelagt 7 milliarder km på 12 år. Billeder af planeten sendes ned til Jorden.
- 1991 - VM i svømning slutter i Athen med det bedste danske resultat siden 1938 med fire guld- og to bronzemedaljer. Mette Jacobsen står for de tre guldmedaljer og den ene bronze, Lars Sørensen for den sidste guldmedalje og Berit Puggaard for den sidste bronzemedalje.
- 1991   - Ved VM i atletik i Tokyo sætter Carl Lewis (USA) ny verdensrekord i 100 meter løb med tiden 9,86 sekunder, en forbedring på 4/100 sekund.
- 1991   - Hviderusland erklærer sig uafhængig af Sovjetunionen.
- 1993 - Danmarks fodboldlandshold vinder i Parken 4-0 over Litauen i en kvalifikationskamp til VM i fodbold 1994. Kampen er Michael Laudrups første siden sin selvvalgte tilbagetrækning i 1990.
- 1995 - Ved VM i roning i Tampere, Finland, opnår danske roere medaljer i fire discipliner med guld til letvægtsotteren som bedste reusltat.
- 1995 - Ved EM i svømning i Wien, Østrig, vinder Mette Jacobsen guld i 100 meter butterfly. Det var hendes anden guldmedalje - og fjerde EM-medalje hidtil dette år.
- 1995 - I Bruxelles, Belgien, sætter Maria Lurdes Mutola fra Mocambique verdensrekord i 1000 meter løb med tiden 2.29,34 minutter.

### Født
- 1530 - Ivan den Grusomme, Ruslands første zar (død 1584).
- 1744 - Johann Gottfried von Herder, tysk digter og filosof (død 1803).
- 1785 - Adam Wilhelm Moltke, Danmarks første valgte konseilspræsident (død 1864).
- 1880 - K.K. Steincke, dansk politiker og minister (død 1963).
- 1901 - Kjeld Abell, dansk dramatiker (død 1961).
- 1910 - Dorothea Tanning, amerikansk maler og forfatter (død 2012).
- 1912 - Erich Honecker, østtysk politiker og statsleder (død 1994).
- 1915 - Professor Tribini, dansk gøgler (død 1973).
- 1916 - Van Johnson, amerikansk skuespiller (død 2008).
- 1917 - Lisbeth Movin, dansk skuespillerine (død 2011).
- 1918 - Leonard Bernstein, amerikansk komponist og dirigent (død 1990).
- 1930 - Sean Connery, skotsk skuespiller (død 2020).
- 1938 - Frederick Forsyth, engelsk forfatter.
- 1939 - Chris Dickerson, afro-amerikansk bodybuilder.
- 1939 - John Badham, amerikansk filminstruktør.
- 1941 - Holger Bech Nielsen, dansk fysikprofessor.
- 1943 - Peter Bastian, dansk musiker og forfatter.
- 1944 - Ebbe Lundgaard, dansk FDB-formand og politiker (død 2009).
- 1949 - John Savage, amerikansk skuespiller.
- 1953 - Hans Christian Schmidt, dansk folketingsmedlem og fødevareminister.
- 1954 - Elvis Costello, engelsk sanger og guitarist.
- 1958 - Tim Burton, amerikansk filminstruktør.
- 1961 - Billy Ray Cyrus, amerikansk sanger.
- 1966 - Sarah Boberg, dansk skuespiller.
- 1970 - Claudia Schiffer, tysk fotomodel.
- 1972 - Nikolaj Arcel, dansk filminstruktør og manuskriptforfatter.
- 1974 - Tanja Logvin, ukrainsk-østrigsk håndboldspiller.
- 1987 - Blake Lively, amerikansk skuespiller
- 1994 - Anne Mette Hansen, dansk håndboldspiller.

### Dødsfald
- 1270 - Ludvig den Hellige, fransk konge (født 1214 eller 1215).
- 1699 - Christian 5., dansk konge (født 1646).
- 1776 - David Hume, engelsk filosof (født 1711).
- 1851 - Johan Christian Drewsen, dansk fabrikant, agronom og politiker (født 1777).
- 1860 - Johan Ludvig Heiberg, dansk dramatiker og kritiker (født 1791).
- 1867 - Michael Faraday, engelsk fysiker (født 1791).
- 1882 - Friedrich Reinhold Kreutzwald, estisk folklorist og læge (født 1803)
- 1900 - Friedrich Nietzsche, tysk filosof (født 1844).
- 1908 - Henri Becquerel, fransk fysiker og modtager af Nobelprisen i fysik (født 1852).
- 1976 - Eyvind Johnson, svensk forfatter og modtager af Nobelprisen i litteratur (født 1900).
- 1984 - Truman Capote, amerikansk forfatter (født 1924).
- 2000 - Carl Barks, amerikansk tegneserietegner (født 1901).
- 2001 - Aaliyah, amerikansk sanger (født 1979).
- 2007 - Raymond Barre, fransk økonom og premierminister (født 1924).
- 2011 - Eugene Nida, amerikansk lingvist (født 1914).
- 2012 - Neil Armstrong, amerikansk astronaut og første menneske på månen (født 1930).
- 2013 - Gilmar, brasiliansk fodboldspiller (født 1930).
- 2018 - John McCain, amerikansk senator og præsidentkandidat (født 1936).

|  | Denne datoartikel kan blive bedre, hvis der indsættes et (bedre) billede Du kan hjælpe ved at afsøge Wikimedia Commons for et passende billede eller uploade et godt billede til Wikimedia Commons iht. de tilladte licenser og indsætte det i artiklen. |